# Alexander (Kansas)
Alexander es una ciudad situada en el condado de Rush, Kansas, Estados Unidos. Tiene una población estimada, a mediados de 2023, de 48 habitantes.

## Geografía
La localidad está ubicada en las coordenadas 38°28′10″N 99°33′11″O / 38.46944, -99.55306 (38.469417, -99.552998).

## Demografía
Según la estimación 2018-2022 de la Oficina del Censo, los ingresos medios de los hogares son de $27,500 y los ingresos medios de las familias son de $41,875. Alrededor del 21.4% de la población está por debajo de la línea de pobreza.